# Hexamolybdène
L'hexamolybdène est un alliage à dominance de molybdène découvert lors d'une étude nanominéralogique de la météorite d'Allende.  L'hexamolybdène a été décrit à partir d'une petite inclusion ultra réfractaire au sein de la météorite d'Allende. Cette inclusion a été nommée ACM-1. L'hexamolybdène est hexagonal, avec une densité calculée de 11,90 g/cm3 et côtoie l'allendéite. Il est admis que ces minéraux témoignent des conditions des premiers âges du système solaire, ce qui révèlent les nombreuses chondrites carbonées CV3 dont fait partie la météorite d'Allende. L'hexamolybdène est posé sur un continuum d'alliages à haute température que l'on trouve dans les météorites et permet un lien entre l'osmium, le ruthénium et les alliages météoritiques riches en fer. Le nom hexamolybdène fait référence à la symétrie cristalline (hexagone primitif) et à la composition riche en molybdène qui s'élève à 51,64 %.
La météorite d'Allende est tombée en 1969 près de Pueblito de Allende, dans l'état du Chihuahua, au Mexique. 

## Occurrence
L'hexamolybdène a été trouvé sous forme de nanocristaux dans une inclusion ultraréfractaire de la météorite d'Allende.  La météorite d'Allende s'est révélée contenir de nombreux minéraux inconnus, et son analyse après près de quarante ans montre qu'elle contient 10 % des espèces minérales météoritiques connues. Cette chondrite carbonée CV3 était la plus grande jamais récupérée sur terre et est considérée comme la météorite la mieux étudiée de l'histoire. L'inclusion n'a été visualisée qu'au microscope électronique. Le premier échantillon d'hexamolybdène a été perdu lors d'une tentative d'analyse par sonde ionique d'un grain en bordure.  D'autres spécimens peuvent cependant être trouvés dans la section Allende du Musée national d'histoire naturelle de la Smithsonian Institution sous la côte USNM 3509HC12 et dans la section USNM 7590 de NWA 1934, une autre chondrite VC3. 
L'hexamolybdène a également été signalé dans la météorite chondrite carbonée NWA 1934 CV3 de la région d'Erfoud au Maroc et dans le gisement alluvionnaire danubien de Straubing, en Bavière. 
L'hexamolybdène est dorénavant synthétisé en laboratoire. 

## Propriétés
L'hexamolybdène est un alliage de molybdène, ruthénium, fer, iridium, et osmium). Sur les météorites, on la trouve associée avec la pérovskite, les alliages Os-Ir-Mo-W, la tazheranite stabilisée au Sc (zircone cubique). 
La couleur, le trait, l'éclat, la dureté, la ténacité, le clivage, la cassure, la densité et l'indice de réfraction n'ont pas pu être observés en raison de la taille des grains, trop petite et la section hébergeant le minéral étant optiquement épaisse. 

## Perspectives

### Application médicale
Des complexes de clusters d'hexamolybdène photoluminescents ont été synthétisés avec succès en laboratoire dans un composé organométallique appelé MIL-101. Ces complexes ont été étudiés pour leur potentiel dans des applications biologiques et médicales, en particulier pour leur capacité à générer de l'oxygène singulet, leur propriété de luminescence, leur comportement d'absorption cellulaire et leur cytotoxicité. Les composés d'inclusion obtenus ont montré une faible cytotoxicité, ce qui les rend adaptés à une utilisation dans des cellules vivantes. En utilisant des cellules cancéreuses Hep-2, il a été démontré que les complexes de grappes d'hexamolybdène pouvaient pénétrer dans les cellules et générer de l'oxygène singulet, ce qui les rend utiles pour la thérapie photodynamique. 

### Assainissement
Une étude présente une stratégie de préparation de matériaux composites à base de complexes de cluster d'hexamolybdène et de nanofeuillets de nitrure de bore hexagonal (h-BN) exfoliés pour la dégradation photocatalytique de polluants organiques. Les nanofeuillets ont été imprégnés d'une solution pour permettre la fixation des clusters sur leur surface. Des perspectives sont ouvertes pour le développement de nouveaux matériaux photocatalytiques efficaces à la purification des eaux usées et des systèmes modèles contenant des molécules organiques. 

### Détection des explosifs nitroaromatiques.
Une étude de 2022 décrit une méthode de détection de traces de TNT à l'aide d'un groupe d'hexamolybdène. Le cluster de molybdène a été caractérisé et la synthèse était efficace et reproductible. Les mesures fluorescentes ont montré que le TNT éteint la luminescence du cluster, ce qui permet de détecter sa présence même à des concentrations très faibles. 